# Fusaea
Fusaea is een geslacht uit de familie Annonaceae. De soorten uit het geslacht komen voor in  tropisch Zuid-Amerika.

## Soorten
- Fusaea decurrens R.E.Fr.
- Fusaea longifolia (Aubl.) Saff.
- Fusaea peruviana R.E.Fr.